# Lactarius denigricans
Lactarius denigricans é um fungo que pertence ao gênero de cogumelos Lactarius na ordem Russulales. Encontrado na Tanzânia, foi descrito cientificamente pela micologista Annemieke Verbeken e por Karhula em 1996.